# Max Senn
Max Senn (* 11. Februar 1883 in Basel; † 21. Juli 1933 ebenda) war ein Schweizer Uhrmacher und Fussballspieler.

## Leben
Max Senn wurde als Sohn des Basler Uhrmachermeisters Emil Senn und dessen Ehefrau Frida geb. Bürgin geboren. Bereits als Jugendlicher spielte er beim FC Basel als Stürmer, bevor er 1901 aus beruflichen Gründen nach Hannover übersiedelte, um dort für einen begrenzten Zeitraum bei der Firma Uhren-Stellmann als Ausbilder zu arbeiten. Der Fussballinteressierte, den Zeitzeugen als „hervorragenden Balltechniker“ beschrieben, schloss sich als Stürmer dem Hannoverschen Fussball-Club (HFC) an, dem Vorläufer-Verein von Hannover 96 – und wurde dort nicht nur Torschützenkönig, sondern vor allem als „einer der ersten Ausländer überhaupt im deutschen Fussball aktenkundig“.

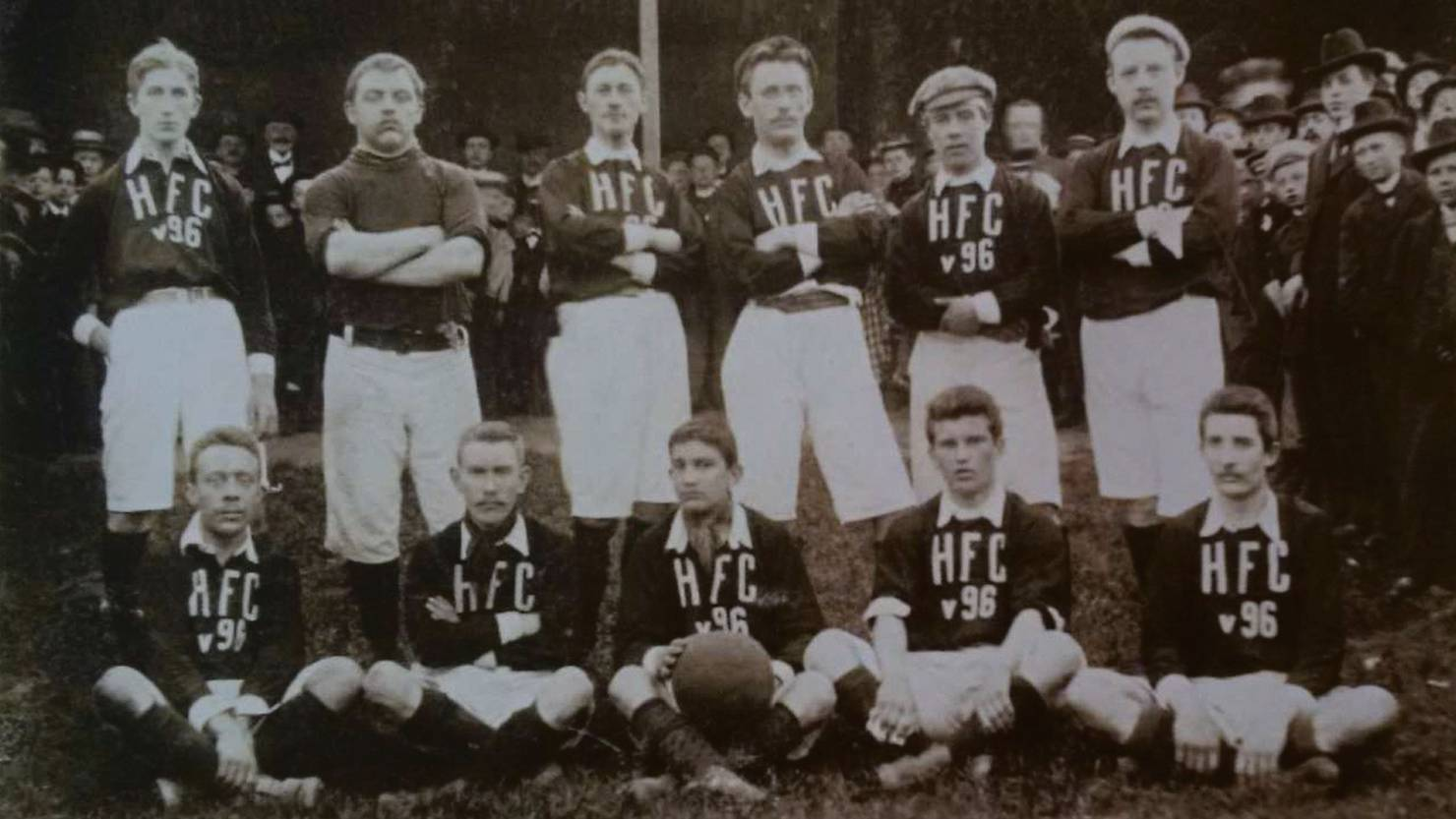
2. Juni 1901 auf dem Spielfeld in Hannover-Bult anlässlich des Spiels HFC v. 1896 gegen Eintracht Braunschweig: Unter den Spielern Max Senn sitzend den nun runden Ball haltend

Senn hatte zwar so in der deutschen Fussballgeschichte, vor allem in Hannover, seine Spuren hinterlassen, jedoch wurde bisher nur eine einzige überlieferte Fotografie mit Max Senn aus seiner Hannover-Zeit gefunden. Das Lichtbild zeigt ihn – den Ball haltend – am 2. Juni 1901 auf der Bult in Hannover mit der 1. Mannschaft des HFC von 1896 gegen Eintracht Braunschweig. Der Anlass war ein frühes Spiel nach einem Mitgliederentscheid des H.F.C., künftig nur noch mit einem runden Ball zu spielen, anstatt wie zuvor mit einem ovalen. 1903 beendete Max Senn seine „Söldnerjahre“ bei Hannover 96 und soll anschliessend zum FC Basel zurückgekehrt sein.
Doch erst am 3. August 1906 meldete sich Senn wieder in Basel an. Obwohl im Archiv des FC Basel generell kaum Unterlagen zu den Spielern aus der Zeit vor etwa 1920 zu finden sind, scheint Senn in der Spielzeit 1906/07 Mitglied der Mannschaft gewesen zu sein, die mit dem Titel „Meister der Zentralschweiz“ den ersten Titel der Vereinsgeschichte erspielte.
Max Senn führte in der Folge ein eigenes Geschäft, musste aber im November 1926 Konkurs anmelden, bevor er im Jahr 1933 verstarb.

## Familie
Max Senn war seit dem 18. Februar 1909 mit Emma Louise Karolina geb. Zehnder (* 24. September 1870) verheiratet. Das Ehepaar hatte vier Kinder, Max Kurt (* 24. April 1910), Emil Alfred (* 15. Dezember 1911), Jeanne Louise (* 20. November 1914) und Yvonne (* 15. Juni 1916).

## Nachforschungen
Um mehr über Max Senn zu erfahren, fragte der Sportverein Hannover 96 im Juni 2015 beim Staatsarchiv Basel-Stadt an. Kurz darauf titelte die Basellandschaftliche Zeitung (bz) über dem grossformatigen Mannschaftsfoto von 1901: „Hannover 96. Wo ist der hervorragende Balltechniker, der um die Abwehr herumsauste?“ Der Artikel soll Nachkommen des Torschützenkönigs dazu bewegt haben, sich hinsichtlich weiterer Informationen zu melden.

## Archivalien
Archivalien von und über Max Senn finden sich beispielsweise
- als Mannschaftsfoto mit dem F.C.H. 1896 vom 2. Juni 1901 im Archiv des Vereins Hannover 96[2]
- in der Einwohnerkontrolle der Einwohnergemeinde Basel, Archivsignaturen PD-REG 14a 12-3 Nr. 1047 und PD-REG 14a 12-3 Nr. 21363 sowie PD-REG 14a 12-4 Nr. 2163[1]